# Eforie
Eforie (pronunciat en romanès: [efoˈri.e]; noms històrics: Băile Movilă, Carmen-Sylva, Vasile Roaită) és una ciutat i un complex turístic a la riba del mar Negre, al comtat de Constanța, al nord de la Dobruja (Romania). Es troba a uns 14 quilòmetres al sud de Constanța. És a prop del llac Techirghiol.
Segons una estimació, el 2012 tenia 9.709 habitants.

## Història
Eforie Sud, la part sud de la ciutat, va ser fundada per l'aristòcrata Ion Movilă el 1899, quan va erigir un hotel anomenat Băile Movilă (Balneari Movilă). El 1928, el balneari es va canviar el nom de Carmen-Sylva, amb el nom de la reina Elisabet de Romania. El 1950, després de la instauració del règim comunista, el nom de la ciutat es va canviar de nou per Vasile Roaită per honorar un treballador del ferrocarril mort a trets durant la vaga de Grivița del 1933. El 1962, la ciutat va canviar el nom de nou a Eforie Sud.

El 1966, es va crear la ciutat d'Eforie fusionant Eforie Sud amb l'estació nord d'Eforie Nord. Formalment, la ciutat està composta per Eforie Sud, el centre administratiu, i Eforie Nord, un poble dependent. Molts altres hotels es van construir aquí al llarg dels anys, la majoria durant el règim comunista.

## Educació
L'escola secundària "Carmen Sylva" és l'única escola secundària de la ciutat (situada a Eforie Sud, que també té una escola general, mentre que una altra escola general es troba a Eforie Nord).

## Esports
A més de molts esports d'estiu, com el futbol platja, hi ha un club de futbol anomenat CS Eforie, que juga a la Lliga III.

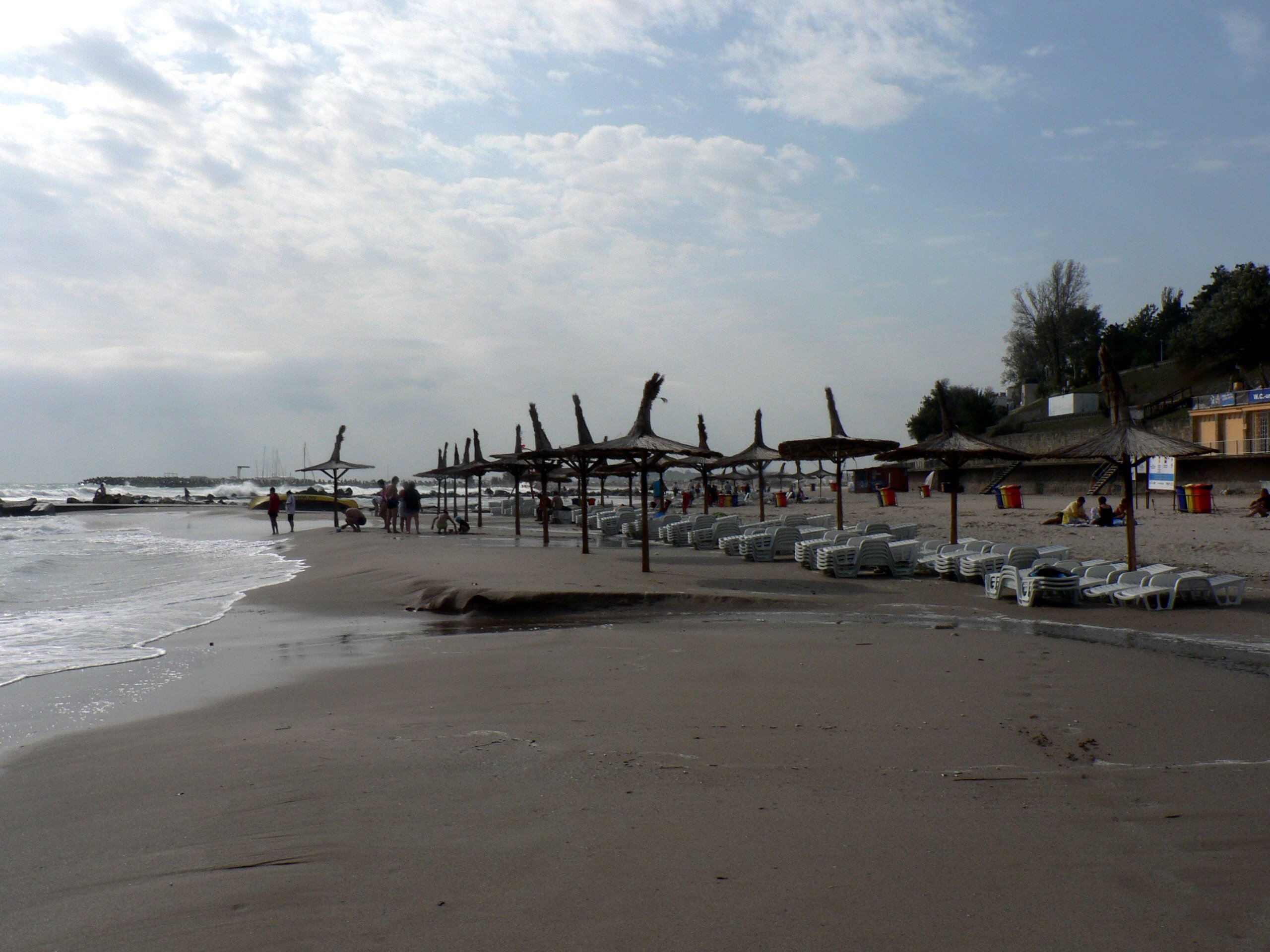
Vista a la platja